# Савостьянов, Фёдор Васильевич
Савостья́нов Фёдор Васи́льевич (23 декабря 1924 — 2 апреля 2012) — российский советский живописец, Заслуженный художник Российской Федерации, член Санкт-Петербургского Союза художников (до 1992 года — Ленинградской организации Союза художников РСФСР).

## Биография
Фёдор Васильевич Савостьянов родился 23 декабря 1924 года в Брянской области. Учился в Одесском художественном училище у Крайнева, Буковецкого. В 17 лет добровольцем ушёл на фронт. Воевал на Сталинградском, Южном, 4-м Украинском и 2-м Украинском фронтах. Был трижды ранен, награждён Орденом Отечественной войны 2-й степени, медалями «За отвагу», «За взятие Будапешта», «За победу над Германией».
После демобилизации окончил училище и в 1948 году поступил в Ленинградский институт живописи, скульптуры и архитектуры имени И. Е. Репина, занимался у Леонида Овсянникова, Бориса Фогеля, Александра Зайцева. В 1954 году окончил институт по мастерской Бориса Иогансона с присвоением квалификации художника живописи. Дипломная работа — жанровая картина «На колхозной пасеке».
Участвовал в выставках с 1954 года. Писал портреты, пейзажи, жанровые и батальные картины. В 1954 году был принят в члены Ленинградского Союза художников. Заслуженный художник РСФСР (1969). Автор картин «Душа солдата» (1960), «За победу. Новогодняя ночь», «Приём в комсомол» (обе 1961), «Перед дождём. Подсолнухи», «В разведку», «В восходящем потоке» (все 1964), «Во имя жизни» (1973), «В медсанбат не дошли» (1977), «Весенний поток», «Незабудки», «Освобождение» (все 1975), «Сестра» (1980), «Разведчики» (2000), «Старая банька» (2008) и других.
Произведения Ф. В. Савостьянова находятся в Русском музее, Третьяковской галерее, в музеях и частных собраниях в России, Японии, Испании, Украине, Франции и других странах.

## Выставки
- 1961 год (Ленинград): Выставка произведений ленинградских художников.
- 1964 год (Ленинград): Ленинград. Зональная выставка.
- 1975 год (Ленинград): Наш современник. Зональная выставка произведений ленинградских художников.
- 1976 год (Москва): Изобразительное искусство Ленинграда.
- Март 1992 года (Париж): Выставка «Санкт-Петербургская школа».

## Память
- 22 июля 2013 года в честь Ф. В. Савостьянова назван астероид 69259 Savostyanov, открытый в 1982 году астрономом Н. С. Черных.